# (37596) Cotahuasi
(37596) Cotahuasi est un astéroïde de la ceinture principale aréocroiseur.

## Description
(37596) Cotahuasi est un astéroïde aaréocroiseur. Il présente une orbite caractérisée par un demi-grand axe de 2,40 UA, une excentricité de 0,32 et une inclinaison de 21,5° par rapport à l'écliptique.

## Compléments